# Dienstbezeichnung
Die Dienstbezeichnung ist die abstrakte Bezeichnung der angestrebten Amtsbezeichnung eines deutschen Beamten. Der Beamte führt eine Dienstbezeichnung während des Vorbereitungsdienstes im Status des Beamten auf Widerruf. Dies ergibt sich für Bundesbeamte aus § 11 Bundeslaufbahnverordnung (BLV) bzw. für Bundespolizeibeamte aus § 5 Abs. 2 Bundespolizeilaufbahnverordnung (BPolLV) und für Landesbeamte aus den entsprechenden Regelungen des Landesbeamtenrechts sowie als Umkehrschluss aus § 8 Abs. 3 BeamtStG.
Während der laufbahnrechtlichen Probezeit als Beamter auf Probe führen Beamte eine Amtsbezeichnung. Dies ergibt sich für Landesbeamte aus § 8 Abs. 3 BeamtStG und für Bundesbeamte aus § 10 Abs. 3 BBG. Beide Normen regeln wortgleich:
„Mit der Begründung eines Beamtenverhältnisses auf Probe, auf Lebenszeit und auf Zeit wird gleichzeitig ein Amt verliehen.“
Vor der Dienstrechtsreform 2009 führten Beamte in der laufbahnrechtlichen Probezeit eine Dienst- und keine Amtsbezeichnung. Erst mit der nach der laufbahnrechtlichen Probezeit vorgesehenen Anstellung (nach außen erkennbar am Wegfall des Zusatzes „zur Anstellung“) wurde ihnen ein Amt verliehen. Die Anstellung konnte auch schon vor der Lebenszeitverbeamtung erfolgen, wenn die Beamten die laufbahnrechtliche Probezeit durch Bewährung erfolgreich absolviert, aber noch nicht das für eine Lebenszeitverbeamtung damals notwendige 27. Lebensjahr vollendet hatten.
Im auswärtigen Dienst wird im Vorbereitungsdienst für die Laufbahn des höheren Dienstes die Dienstbezeichnung Attaché/Attachée verwendet.
Die Dienstbezeichnungen werden durch Laufbahn(ver)ordnungen des Bundes und der Länder festgelegt. Amtsbezeichnungen werden für Bundesbeamte durch den Bundespräsidenten oder die von ihm oder einer gesetzlich ermächtigte Stelle festgelegt. In den Bundesländern erfolgt die Festlegung der Amtsbezeichnung durch die landesrechtlich zuständige Stelle.